# Armando Tiraboschi
Armando Tiraboschi (Barretos, 8 de janeiro de 1951) é um ator, dublador e locutor brasileiro. Ele é mais conhecido por dublar Walter White em Breaking Bad, Meowth em Pokémon, Naraku em InuYasha, Lorde Boros em One Punch-Man, Kikonojou em Power Stone, Jiren em Dragon Ball Super e Vander em Arcane.

## Biografia
Como ator atuou na novela Jogo do Amor e nos filmes Flor do Desejo, Sacanagem, Tensão e Desejo, Amor de Perversão, As Safadas, As Prostitutas do Dr. Alberto, Corpo Devasso, Mulher Desejada, Elite Devassa, Asa Branca, um Sonho Brasileiro, Uma Aula de Sanfona, Gatas no Cio e Lisbela e o Prisioneiro. No teatro, interpretou Laertes em Hamlet.

### Dublagem
Na dublagem Armando deu a voz para Bud de Alcor em Os Cavaleiros do Zodíaco, Gomez, em A Família Addams 2, Deu a voz para Bruce Lee em "O Dragão Chinês", "A Fúria do Dragão" e "O Voo do Dragão", Change Pegasus em Changeman, Gary Hobson em Early Edition, Johnny em Night Man, Presidente Jonathan Hayes em O Alvo Principal, Chicote em Dragon Ball GT, Kisame em Naruto e Norman Osborn em O Espetacular Homem-Aranha. Tiraboschi também foi selecionado para dublar Aiolia de Leão na redublagem de Os Cavaleiros do Zodíaco, no entanto, mesmo depois de já ter gravado todas as falas dos personagem, pediu para ser substituído. A própria Toei Animation selecionou Tiraboschi para dar voz ao personagem Jiren na dublagem brasileira do anime Dragon Ball Super. No Brasil, empresta sua voz na maioria dos trabalhos do ator Jason Statham e alguns de Samuel L. Jackson , Colin Firth e Liam Neeson. Dubla também o explorador Jeremy Wade, da série Monstros do Rio e Bud Gleeful em Gravity Falls. A voz dele está presente no personagem Aatrox de League of Legends. Ele também fez a voz do personagem Shang Tsung no jogo Mortal Kombat 11 e Isaac Dixon em The Last of Us Part ll.[carece de fontes?]